# Mesitornis unicolor
Diccionari dels ocells del món: Ocells no passeriformes és una espècie d'ocell de la família dels mesitornítids (Mesitornithidae) que habita el pis inferior del bosc de l'est de Madagascar. No té altre nom català que el nom científic, en altre llengües es diu mesito unicolor (castellà), brown mésite (anglès) o en alemany Einfarb-Stelzenralle.
La seva població es distribueix en colònies disperses. És vulnerable com que el seu hàbitat a boscos baixos està sota major pressió de pertorbació humana. La població està disminuint ràpidament a causa de la caça i de la depredació per gossos i rates. Els seus boscos també estan amenaçats per l'explotació forestal i l'agricultura de subsistència. La Unió Internacional per a la Conservació de la Naturalesa l'ha classificat com «vulnerable».